# Philippa von Geldern

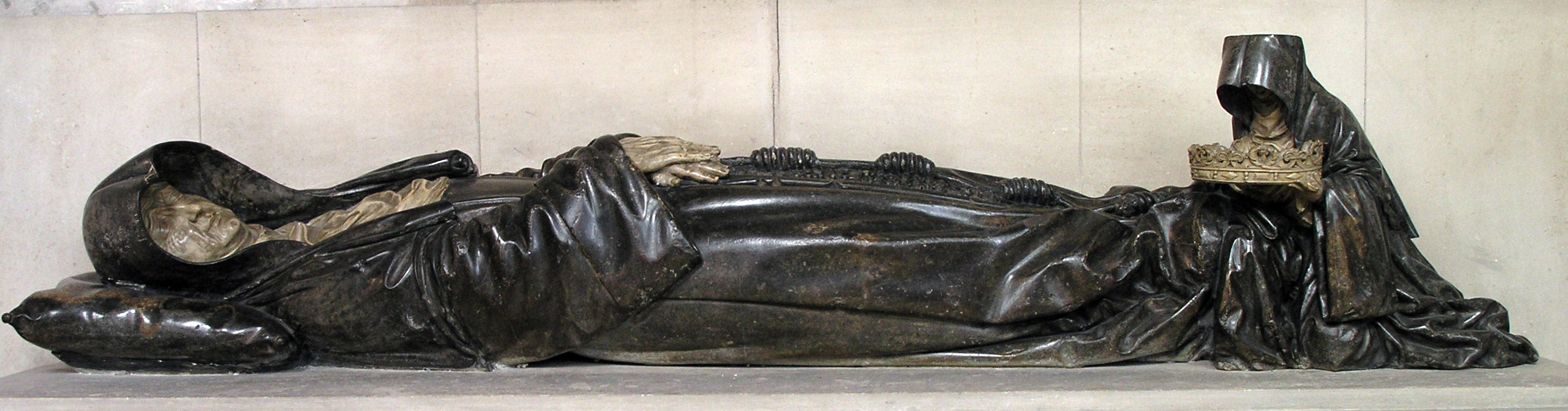
Philippa von Geldern im Totenbett; Darstellung von Ligier Richier in der Kirche St-François-des-Cordeliers in Nancy

Philippa von Geldern (* 1464 in Grave; † 28. Februar 1547 in Pont-à-Mousson) aus dem Hause Egmond war durch Heirat mit René II. von Lothringen Herzogin von Lothringen und Bar.

## 1467–1485
Philippa kam als Tochter Adolfs von Egmond, des Herzogs von Geldern, und Katharinas von Bourbon in Grave zur Welt. Über ihre Mutter war sie Nichte Pierres II. de Bourbon, Sire von Beaujeu und Herzog von Bourbon, der mit Anne de Beaujeu vermählt war. Gleichfalls zur Verwandtschaft mütterlicherseits gehörten ihre Cousine Luise von Savoyen, Mutter des späteren französischen Königs Franz I.
Um die Bindungen zwischen dem Königreich Frankreich und dem Herzogtum Lothringen zu festigen, wurde sie am 1. September 1485 in Orléans mit René II., Herzog von Lothringen und Bar, vermählt.

## Nachkommen
René und Philippa hatten zwölf Kinder:
- Karl (* 1486, † im Kindesalter)
- Franz (* 1487, † 1487)
- Anton (* 1489, † 1544), Herzog von Lothringen
- Anne (* 1490, † 1491)
- Nicolas (* 1493, † im Kindesalter)
- Isabelle (* 1494, † 1508)
- Claude (* 1496, † 1550), Herzog von Guise, Graf von Harcourt, Herzog von Aumale, Baron von Elbeuf und Mayenne, Sire von Joinville
- Jean (* 1498, † 1550), Kardinal, Bischof der drei Bistümer von Toul, Metz und Verdun
- Louis (* 1500, † 1528), Bischof von Verdun, Graf von Vaudémont
- Claude (* 1502, † im Kindesalter)
- Katharina (* 1502, † im Kindesalter)
- François (* 1506, † 1525 in der Schlacht bei Pavia), Graf von Lambesc

## 1508–1547

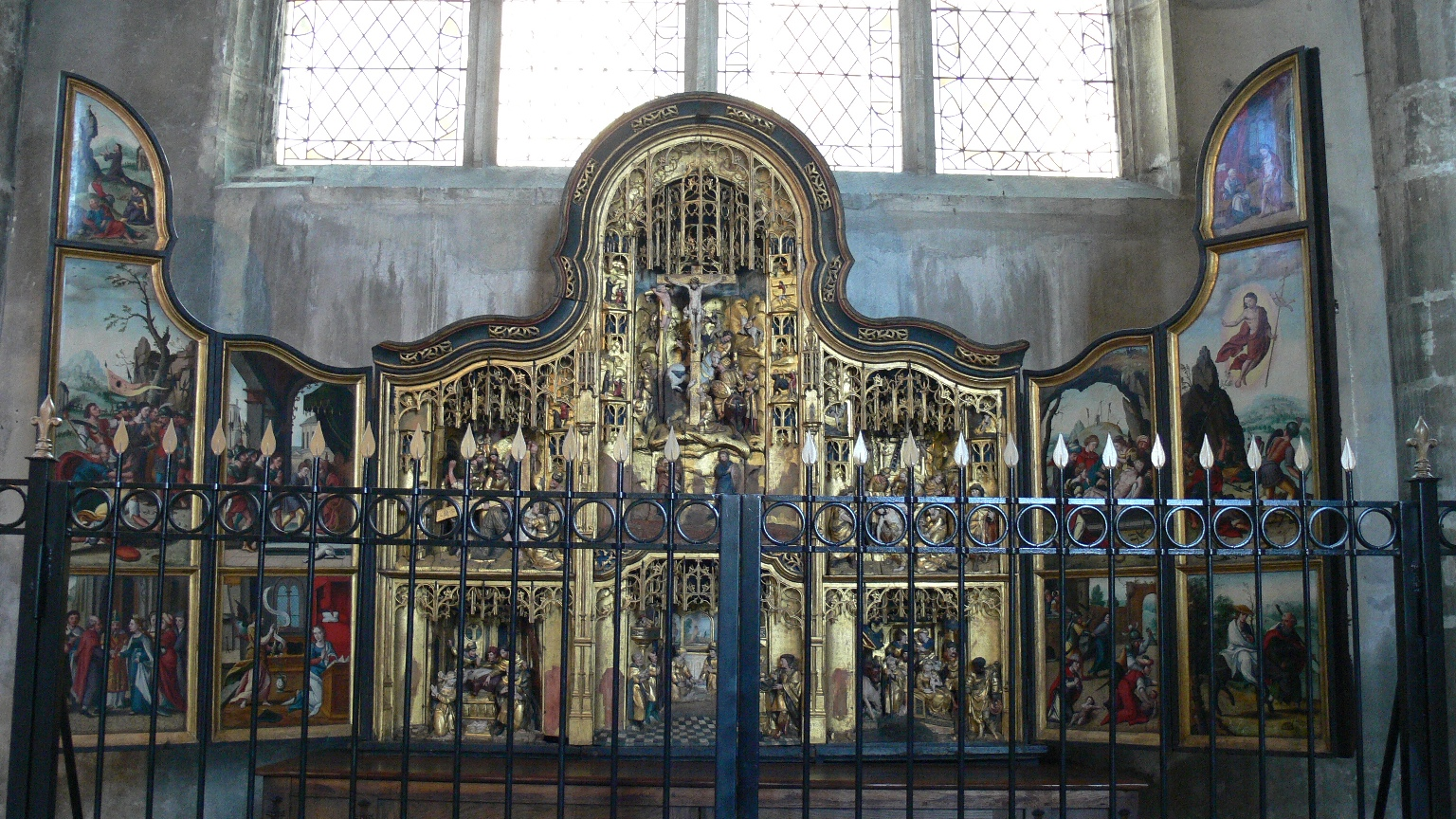
Philippa von Gelderns Altarretabel in Pont-à-Mousson

Nach dem Tod ihres Mannes René wollte Philippa die Regentschaft für ihren 19-jährigen Sohn Anton übernehmen, doch urteilte der Lothringische Landtag, dass Anton bereits alt genug sei, die Macht anzutreten. Am 13. Juni 1509 erwarb sie von ihrer Schwägerin Margarete von Vaudémont, Herzogin von Alençon, die Herrschaft von Mayenne.
Am 15. Dezember 1519 trat sie in das Klarissen-Kloster von Pont-à-Mousson ein, wo sie bis zu ihrem Tod lebte.
Als Philippas Bruder Karl, Herzog von Geldern, am 30. Juni 1538 ohne legitime Nachkommen starb, strebte sie die Herrschaft über Geldern und Jülich an, doch Kaiser Karl V. kam ihr durch die Eroberung der Herzogtümer zuvor. Sie übertrug ihren Machtanspruch über die beiden Territorien auf ihren Sohn Anton, der deren Wappen in sein Lothringer Wappen integrierte.